# Drepanosticta obiensis
Drepanosticta obiensis – gatunek ważki z rodziny Platystictidae.